# Étienne Martin Chompré
Étienne Martin Chompré, ou Étienne Chompré, né en 1742 à Paris et mort dans la même ville le 19 janvier 1811, était un homme politique qui fut une figure importante du jacobinisme marseillais sous la Révolution française.

## Biographie
Bien que considéré comme « parisien » par ses manières et son langage, il était en fait originaire de Champagne.
Maître d'école à Aix-en-Provence, puis à Marseille, il s'y marie en 1770. Il devient aussi chancelier du consulat de Rome et publie des fables dans une feuille intitulées « Annonces, affiches et avis divers ».
Avant Pierre Bonin et Jean-Joseph Mazet, il fait en septembre 1763 le premier essai d'aérostation à Marseille, mais il le rate, ce qui fera dire à un contemporain qu'il était « plus habile dans l'art de parler et d'écrire que dans celui de la physique ».

### L'agitateur
La Révolution le transforme radicalement. Au printemps 1789, il prend, avec Charles Barbaroux et Antoine Brémond-Julien, la tête de la « jeunesse citoyenne » qui compte dans ses rangs les éléments les plus engagés du mouvement patriote. Le 20 mars, Chompré présente son cahier de doléances à l'assemblée des membres non corporés du tiers état de Marseille et il s'en fait concéder acte, ce qui lui permet d'obtenir sa jonction au cahier du tiers de la sénéchaussée. À cette occasion, il s'en prend avec une grande virulence à l'intendant La Tour et au directeur des fermes communales Jean-Baptiste Rebuffel dont la maison sera attaquée et pillée lors des émeutes populaires des 23 et 24 mars. Il devient un membre actif de la garde citoyenne créée à la suite de ces émeutes.
Si ses discours, violents et emphatiques, irritent ses ennemis, et agacent même parfois ceux de son camp, il est apprécié par les foules révolutionnaires. C'est ainsi que le 13 avril 1789, une nouvelle émeute populaire le fait entrer à l’assemblée municipale des trois ordres. Il est également élu, en tant que « maître-ès-lettres » et officier municipal, député suppléant du tiers état de la sénéchaussée de Marseille aux États généraux.
Le 20 mai, il fait partie avec Jean-François Lieutaud et Brémond-Julien de la députation du conseil des trois ordres qui obtient du comte de Caraman, commandant en chef de Provence, de respecter les privilèges de Marseille en rentrant seul et en laissant ses troupes aux portes de la ville. Par contre, et vraisemblablement à cause de son discours du 20 mars contre l'intendant La Tour, il fait partie des six personnes exemptées de l'amnistie prononcée le 26 mai en faveur de ceux qui ont participé aux mouvements populaires. Il préfère donc se réfugier à Paris jusqu'en septembre.
Le 8 décembre 1789, un rassemblement, organisé devant le fort Saint-Nicolas pour la libération des prisonniers de l'affaire de la Tourette, tourne à l'émeute.  Après Brémond-Julien appréhendé le 9, c'est au tour de Chompré de se faire arrêter par le prévôt de Bournissac alors qu'il sortait de l'Hôtel de Ville en compagnie de d'André. Le comte de Caraman étant intervenu auprès du prévôt en faveur de Chompré à la demande de d'André sous la pression de nombreux membres du conseil municipal de Bournissac  lui répondit « qu'il existait des charges graves contre M. Chompré; que si l'on savait la moitié de ce qu'il connaissait lui-même on ne s'intéresserait pas à lui ». En fait ces « charges graves » concernaient surtout des propos « violens » qui auraient été tenus « contre l'illégalité des procédures du prévôt » dans un café le jour du rassemblement .
Comme ses autres camarades Toussaint Pascal, Omer Granet,   François Trophime Rebecqui, Antoine Brémond-Julien et Auguste Mossy, Chompré sera défendu par Mirabeau dans un terrible réquisitoire que ce dernier prononce le 26 janvier 1790 à l'Assemblée nationale contre de Bournissac. Tous les prisonniers seront libérés fin février.

### Le jacobin
Devenu fervent jacobin, Chompré est membre de la Société patriotique des amis de la Constitution dont il sera l'un des principaux animateurs. Il sera d'ailleurs l'un de ses présidents. 
Lors de la prise des forts marseillais, il est dépêché par la commune de Marseille le matin du 30 mai 1790 avec Jean-François Lieutaud et Antoine Brémond-Julien en vue d'officialiser la prise du fort de Notre-Dame de la Garde et le 1er mai avec Mathieu Blanc-Gilli et Auguste Mossy pour procéder à la récupération d'armes du fort Saint-Jean afin d'en pourvoir la garde nationale.
Désigné administrateur du département, il procède à des expulsions de religieuses durant l'été 1792.
Il est l'un des principaux responsables du transfert de l’administration du département des Bouches-du-Rhône d'Aix-en-Provence à Marseille le 22 août 1792. Chompré, considère ce transfert comme une urgente mesure de salut public, en invoquant la nombreuse population et les moyens importants dont dispose Marseille pour assurer le respect de la loi et repousser les menées contre-révolutionnaires. Mais cette opération permet aussi de mettre l’administration départementale, comme c'était déjà le cas pour les autorités constituées du district et de la ville, sous la dépendance de la Société patriotique des amis de la Constitution.
Le 11 novembre 1792, lors des élections pour le directoire et l'administration du département, il est élu greffier du tribunal criminel, Augustin Maillet, dit Maillet cadet, étant le président et Joseph Giraud l'accusateur public.
Le 7 mars, Chompré est l'un rédacteurs, avec Maillet aîné et le professeur Guinot, de l'adresse que la Société patriotique décide d'envoyer à Convention pour protester contre l'élection de Gensonné à la présidence de la dite assemblée le 16 mars 1793.
Emprisonné à la suite des mandats d'arrêt lancés le 14 mai par le mouvement sectionnaire contre les chefs clubistes, Chompré retrouve sa place au tribunal criminel (devenu tribunal révolutionnaire) le 26 août lorsque l'armée du général Carteaux s'empare de Marseille et met fin à l'insurrection fédéraliste. Le tribunal sera remplacé par une commission militaire le 6 janvier 1794 (17 nivôse an II). Maillet et Giraud, arrêtés et envoyés à Paris par Fréron seront innocentés le 23 février (5 ventôse).
Après Thermidor, Chompré est incarcéré comme terroriste et quitte le Midi en 1795 pour un poste de substitut dans le département de la Dyle. Après avoir été consul de France à Malaga, il devient professeur de lettres au lycée de Bourges avant de terminer sa carrière au poste de greffier au tribunal de Versailles.
Une de ses filles avait épousé Jean-Pierre Agaud, sergent-major du bataillon du 10 août et fils de « Thérèse Caval dite La Cavale », l'une des égéries marseillaises de l'an II.